# وست ميلتون (أوهايو)
وست ميلتون (بالإنجليزية: West Milton, Ohio)‏ هي منطقة سكنية تقع في الولايات المتحدة في مقاطعة مايامي، أوهايو. يقدر عدد سكانها بـ 4,630 نسمة ومساحتها 8.65 كم2 .

## التركيبة السكانية
قام مكتب تعداد الولايات المتحدة بتحديد بيانات التركيبة السكانية لوست ميلتون في تعداد الولايات المتحدة. في ما يلي، التركيبة السكانية حسب تعدادي 2000 و2010.

### تعداد عام 2000
بلغ عدد سكان وست ميلتون 4,645 نسمة بحسب تعداد عام 2000، وبلغ عدد الأسر 1,875 أسرة وعدد العائلات 1,314 عائلة مقيمة في القرية. في حين سجلت الكثافة السكانية 1,923.9 نسمة لكل ميل مربع (742.8/كم2). وبلغ عدد الوحدات السكنية 1,982 وحدة بمتوسط كثافة قدره 820.9 نسمة لكل ميل مربع (317.0/كم2).
وتوزع التركيب العرقي للقرية بنسبة 98.58% من البيض و 0.17% من الأمريكيين الأصليين و 0.26% من الأمريكيين ذوي الأصول الآسيوية و 0.28% من الأمريكيين الأفارقة و 0.54% من عرقين مختلطين أو أكثر.
بلغ عدد الأسر 1,875 أسرة كانت نسبة 35.7% منها لديها أطفال تحت سن الثامنة عشر تعيش معهم، وبلغت نسبة الأزواج القاطنين مع بعضهم البعض 52.5% من أصل المجموع الكلي للأسر، ونسبة 13.2% من الأسر كان لديها معيلات من الإناث دون وجود شريك، وكانت نسبة 29.9% من غير العائلات. تألفت نسبة 26.7% من أصل جميع الأسر من أفراد ونسبة 12.3% كانوا يعيش معهم شخص وحيد يبلغ من العمر 65 عاماً فما فوق. وبلغ متوسط حجم الأسرة المعيشية 2.97، أما متوسط حجم العائلات فبلغ 2.48.
بلغ العمر الوسطي للسكان 36 عاماً. وكانت نسبة 28.0% من القاطنين تحت سن الثامنة عشر، وكانت نسبة 8.0% بين الثامنة عشر والأربعة وعشرون عاماً، ونسبة 29.6% كانت واقعةً في الفئة العمرية ما بين الخامسة والعشرون حتى والأربعة وأربعون عاماً، ونسبة 21.3% كانت ما بين الخامسة والأربعون حتى الرابعة والستون، ونسبة 13.2% كانت ضمن فئة الخامسة والستون عاماً فما فوق. يوجد لكل 100 أنثى 92.4 ذكر، ويوجد لكل 100 أنثى في الثامنة عشر من عمرها فما فوق 86.8 ذكر.
بلغ متوسط دخل الأسرة في القرية 41,905 دولار، أما متوسط دخل العائلة فبلغ 45,847 دولار. وكان متوسط دخل الذكور 33,774 دولار مقابل 25,199 دولار للإناث. وسجل دخل الفرد الخاص بالقرية 19,402 دولار. وكانت نسبة 4.7% من العائلات ونسبة 6.7% من السكان تحت خط الفقر، وكان من هؤلاء نسبة 10.4% تحت سن الثامنة عشر ونسبة 7.4% في الخامسة والستين من العمر وما فوق.

### تعداد عام 2010
بلغ عدد سكان وست ميلتون 4,630 نسمة بحسب تعداد عام 2010، وبلغ عدد الأسر 1,973 أسرة وعدد العائلات 1,298 عائلة مقيمة في القرية. في حين سجلت الكثافة السكانية 1,429.0 نسمة لكل ميل مربع (551.7/كم2). وبلغ عدد الوحدات السكنية 2,102 وحدة بمتوسط كثافة قدره 648.8 لكل ميل مربع (250.5/كم2).
وتوزع التركيب العرقي للقرية بنسبة 97.4% من البيض و 0.1% من الأمريكيين الأصليين و 0.3% من الأمريكيين ذوي الأصول الآسيوية و 0.5% من الأمريكيين الأفارقة و 1.5% من عرقين مختلطين أو أكثر.
بلغ عدد الأسر 1,973 أسرة كانت نسبة 32.2% منها لديها أطفال تحت سن الثامنة عشر تعيش معهم، وبلغت نسبة الأزواج القاطنين مع بعضهم البعض 46.2% من أصل المجموع الكلي للأسر، ونسبة 14.4% من الأسر كان لديها معيلات من الإناث دون وجود شريك، بينما كانت نسبة 5.1% من الأسر لديها معيلون من الذكور دون وجود شريكة وكانت نسبة 34.2% من غير العائلات. تألفت نسبة 30.2% من أصل جميع الأسر من أفراد ونسبة 13.1% كانوا يعيش معهم شخص وحيد يبلغ من العمر 65 عاماً فما فوق. وبلغ متوسط حجم الأسرة المعيشية 2.89، أما متوسط حجم العائلات فبلغ 2.35.
بلغ العمر الوسطي للسكان 39.3 عاماً. وكانت نسبة 25.2% من القاطنين تحت سن الثامنة عشر، وكانت نسبة 7.8% بين الثامنة عشر والأربعة وعشرون عاماً، ونسبة 24.6% كانت واقعةً في الفئة العمرية ما بين الخامسة والعشرون حتى والأربعة وأربعون عاماً، ونسبة 25.8% كانت ما بين الخامسة والأربعون حتى الرابعة والستون، ونسبة 16.5% كانت ضمن فئة الخامسة والستون عاماً فما فوق. وتوزع التركيب الجنسي للسكان بنسبة 47.5% ذكور و52.5% إناث.

## الموقع الجغرافي
الموقع الجغرافي للمناطق المحيطة بهذه النقطة هو كالتالي: